# ヤン・ソビエパン・ザモイスキ
ヤン・"ソビェパン"・ザモイスキ（ポーランド語表記：Jan "Sobiepan" Zamoyski, 1627年1月9日 - 1665年4月2日）は、ポーランド・リトアニア共和国の大貴族（マグナート）。大法官として権勢を振るったヤン・ザモイスキの孫で、ザモシチの第3代オルディナト。

## 生涯
1637年よりポドレ総代官、1653年より王冠領クライチィ官（肉切分け係）、1655年より王冠領副酒膳官を務めた。また1658年よりキエフ県知事、1659年よりサンドミェシュ県知事に任じられ、カウシュとロストキの代官でもあった。あだ名のソビェパンは「自分自身の主人」という意味で、「大洪水」の時にスウェーデン人がザモイスキの支配するザモシチの要塞を攻め、さらに要塞の明け渡しを迫ってきたとき、「私は自分自身の主人であるから、ザモシチをスウェーデン人に明け渡すつもりは毛頭ない」と返答したことにちなむものである。
彼はヤン2世カジミェシュのフランス出身の王妃ルドヴィーカ・マリア・ゴンザーガの侍女マリー・カジミール・ド・ラ・グランジュ・ダルキアン（マリア・カジミェラ）と結婚したが、あいだに生まれた4人の子供たちは全て生まれてすぐに死ぬか、死産だった。ヤンの死後、妹の息子にあたるミハウ・コリブト・ヴィシニョヴィエツキが国王に選出されている。またミハウの死後に王位についたのは、マリア・カジミェラの再婚相手ヤン・ソビェスキだった。